# Pain de Sucre d'Envers du Plan
Le Pain de Sucre d'Envers du Plan,  Pain de Sucre de Blaitière ou simplement Pain de Sucre, est une des aiguilles de Chamonix dans le massif du Mont-Blanc, en région Auvergne-Rhône-Alpes. Il culmine à 3 607 mètres d'altitude.

## Géographie
Le Pain de Sucre se situe à proximité de l'aiguille du Plan, sur l'arête qui mène, au sud-est, à la dent du Requin, entre le col supérieur du Plan et le Grand Gendarme d'Envers du Plan.

## Histoire
Il est gravi pour la première fois, en empruntant l'arête sud-est, par l'Autrichien Guido Mayer avec le guide Angelo Dibona, le 18 août 1913.
La première ascension par le versant septentrional est due au Suisse Robert Gréloz avec le guide Francis Marullaz, le 13 août 1931.